# Ocoee Whitewater Center
Das Ocoee Whitewater Center ist eine im US-amerikanischen Bundesstaat Tennessee in Polk County nördlich von McCaysville gelegene Sportstätte.
Die 14.000 Zuschauer fassende, 210 Kilometer nördlich von Atlanta gelegene Sportstätte war Austragungsort der Kanuslalom-Wettbewerbe, die bei den Olympischen Sommerspielen 1996 nach München und Barcelona zum dritten Mal durchgeführt wurden. Sie wurde für die Spiele errichtet und 1996 fertiggestellt. Zum ersten Mal in der olympischen Geschichte diente dabei ein Naturkurs zur Durchführung von Slalom-Wettbewerben.

## Bau und Dimensionen der Wildwasserstrecke

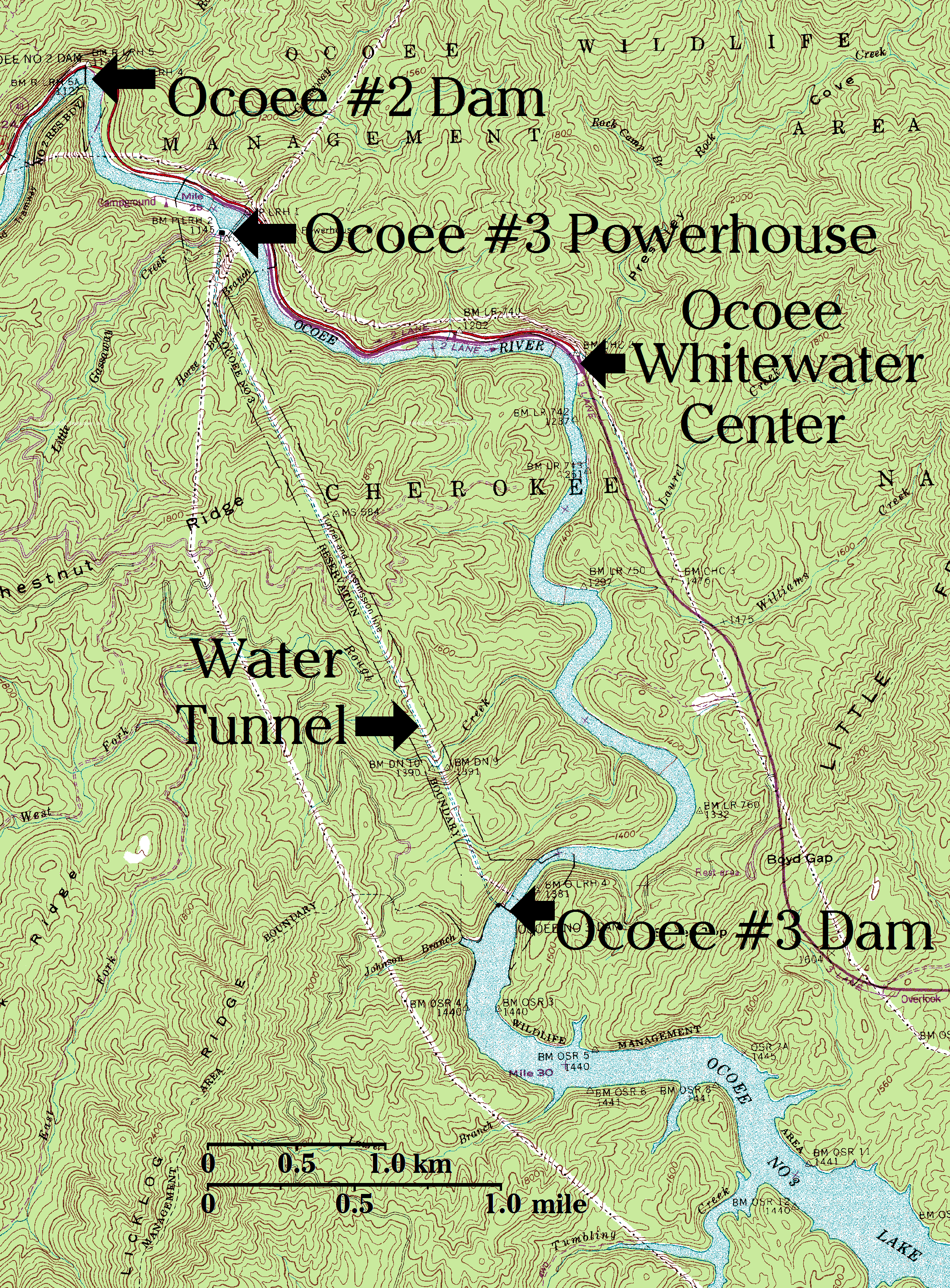
Topographische Karte des Upper Ocoee River

Für die Olympischen Spiele wurden im Upper Ocoee River Hindernisse gebaut und das 60 m breite Flussbett im Bereich der Wildwasseranlage auf ungefähr 20 m verengt.  Das ist immer noch rund doppelt so breit wie die meisten künstlichen Wildwasserkanäle. Trotz der reduzierten Breite wurden für die Wettkämpfe noch 34 m³/s Wasser benötigt, was der zweifachen Wassermenge von elektrisch betriebenen Kanälen entspricht. Als bislang einzige olympische Wildwasserstrecke in einem natürlichen Flussbett, bot sie die größte Wassermenge, den größten Höhenunterschied (9 m) und bei 415 m Streckenlänge auch das größte Gefälle (2,2 %). Die jüngeren olympischen Wildwasserkanäle wurden näher an den Austragungsorten gebaut und mit Pumpen betrieben. Ihre schmalen Betonkanäle werden so geplant, dass die Energiekosten für die Pumpen möglichst gering sind.

## Heute
Der Upper Ocoee River liegt wegen mehrerer Wasserkraftwerke normalerweise trocken. Der Upper Ocoee River wird heute für das kommerzielle Rafting an Sommerwochenenden um die Mittagszeit geflutet und kann dann auch von Kanuten genutzt werden.

## Quelle
- „City Guide Atlanta – Alle Sportstätten und Sehenswürdigkeiten“, Sport-Bild vom 26. Juni 1996, S. 37–48